# Ankhhaf
Ankhhaf là một hoàng tử thuộc Vương triều thứ 4 trong lịch sử Ai Cập cổ đại và là tể tướng dưới triều vua Khufu.

## Gia đình
Ankhhaf là con của pharaon Sneferu với một người vợ không được biết đến, tức anh em cùng cha với pharaon Khufu. Ankhhaf đã lấy công chúa Hetepheres A, sinh được một người con gái không rõ tên; người con gái này sinh được một con trai tên là Ankhetef, được nhắc đến trên mộ của Ankhhaf.
Hetepheres A là chị em ruột với Khufu, do đó là một người chị em cùng cha với Ankhhaf. Bà được biết đến với các danh hiệu "Con gái cả của nhà vua từ thân của ngài", "Người được Vua yêu quý" và "Nữ tư tế của Sneferu". Tuy nhiên, người ta không tìm thấy phòng mộ của Hetepheres tại G 7510, có lẽ do bà mất trước khi ngôi mộ hoàn thành.

## Cuộc đời
Ankhhaf được gọi là "Con trai trưởng của nhà vua từ thân của ngài" và "Tể tướng, người vĩ đại trong Năm ngôi nhà của Thoth". Ankhhaf đã tham gia vào việc xây dựng Kim tự tháp Kheops của Khufu và tượng Nhân sư của Khafre.
Vào năm 2013, những mảnh giấy cói của "Nhật ký của Merer" được tìm thấy bởi Pierre Tallet. Cuộn giấy ghi lại việc vận chuyển đá vôi để xây kim tự tháp từ Tura về Giza. Merer là một viên quan chịu trách nhiệm việc này. Ngoài Merer, đặc biệt là tể tướng Ankhhaf cũng được nhắc đến trong văn bản với vai trò là một đốc công trông coi việc xây dựng.
Mastaba G 7510 của Ankhhaf là một trong những ngôi mộ lớn nhất ở khu nghĩa trang Đông Giza. Việc xây dựng ngôi mộ được cho là đã kéo dài đến tận triều đại của Khafre, theo George Andrew Reisner.

## Tượng bán thân của Ankhhaf

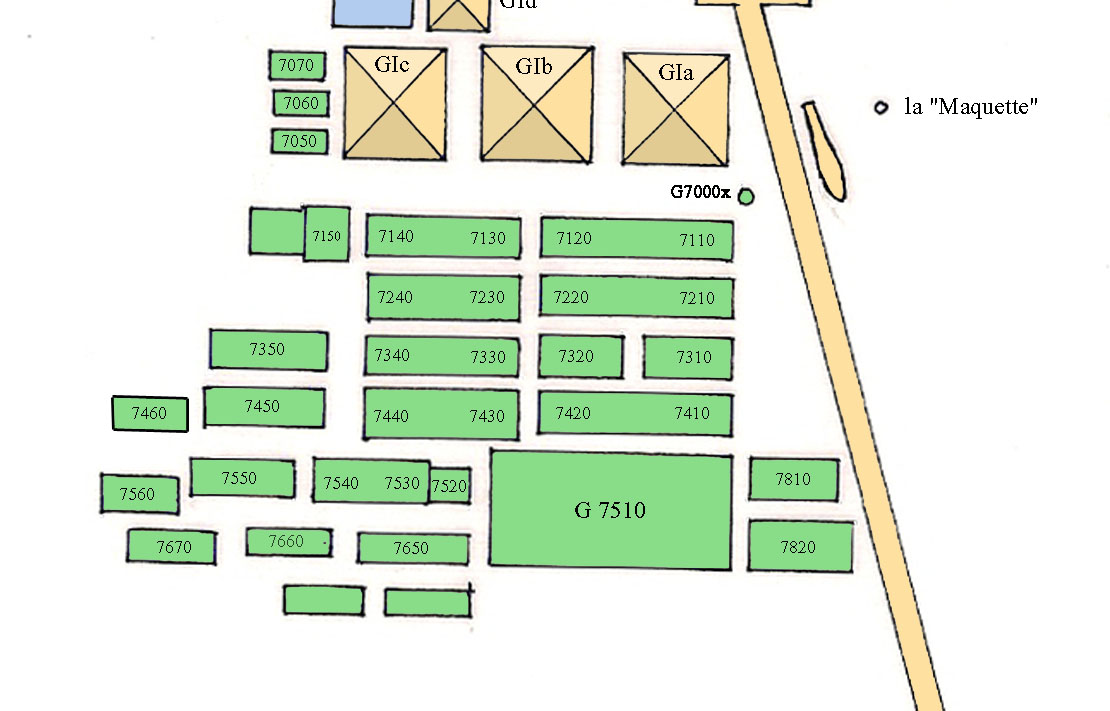
Vị trí ngôi mộ G 7510

Bức tượng bán thân nổi tiếng bằng của Ankhhaf được xem là một trong những tác phẩm điêu khắc chân thực nhất (không theo hình thức cách điệu), rất hiếm thấy trong nghệ thuật Ai Cập cổ đại. Tượng được tạc từ đá vôi và sơn đỏ, màu thường dành cho nam giới trong các tác phẩm điêu khắc (trong khi màu vàng dành cho nữ giới). Khuôn mặt có nét nghiêm nghị, với nụ cười nhếch mép ở môi. Phần tai và tay của tượng đã bị mất, kể cả bộ râu. Bức tượng hiện đang được trưng bày tại Bảo tàng Mỹ thuật Boston.